# 中华民国临时参议院
中华民国临时参议院，是中華民國在正式国会成立之前的临时机构，民国初年曾出现过两次临时参议院。

## 第一次临时参议院（1912年1月28日－1913年4月8日）
第一次临时参议院的前身是各省都督府代表联合会。1912年1月1日，孙中山在南京就任中华民国临时大总统。1月2日，各省都督府代表联合会开始代行参议院职权，改选赵仕北为临时议长，马君武为临时副议长，并正式通过《〈中华民国临时政府组织大纲〉修正案》。1月28日上午11时，临时参议院于南京劝业场正式开幕，各省都督府代表联合会自行解散。
第一次临时参议院是按照《中华民国临时政府组织大纲》组建，具有临时国会性质。1912年1月28日在南京成立，到会43名代表。2月7日至3月8日制定并通过了《中华民国临时约法》。4月2日临时参议院议决临时政府迁至北京，4月4日议决该院迁至北京，4月8日休会。4月29日在北京行开院典礼。5月1日，参议院改选议长，选吴景濂为正议长，汤化龙为副议长。

### 设立法源及职权
该院的设立法源、职权等前后有所变化。从1912年1月28日到3月11日，该院的设立法源是《中华民国临时政府组织大纲》。《中华民国临时政府组织大纲》关于参议院有如下规定：

第一章　臨時大總統

第四條
臨時大總統得參議院之同意，有宣戰媾和及締結條約之權。
第五條
臨時大總統得參議院之同意，有任用各部部長及派遣外交專使之權。
第六條
臨時大總統得參議院之同意，有設立臨時中央審判所之權。
第二章　參議院

第七條
參議院以各省都督府所派之參議員組織之。
第八條
參議員每省以三人為限，其派遣方法由各省都督府自定之。
第九條
參議院會議時，每參議員有一表決權。
第十條
參議院之職權如左：
一　議決第四條及第六條事件。
二　承諾第五條事件。
三　議決臨時政府之預算。
四　檢查臨時政府之出納。
五　議決全國統一之稅法幣制及發行公債事件。
六　議決暫行法律。
七　議決臨時大總統交議事件。
八　答覆臨時大總統諮詢事件。
第十一條
參議院會議時以到會參議員過半數之所決為準，但關於第四條事條非有到會議員三分之二之同意不得決議。
第十二條
參議院議決事件，由議長具報，經臨時大總統蓋印，發交行政各部執行之。
第十三條
臨時大總統對於參議院議決事件，如不以為然，得於呈報後十日內聲明理由，交令覆議。
參議院對於覆議事件，如有到會參議員三分之二以上之同意仍執前議時，應仍照前條辦理。
第十四條
參議院議長由參議員用記名投票法互選之，以得票滿投票總數之半者為當選。
第十五條
參議院辦事規則由參議院議訂之。
第十六條
參議院未成立以前，暫由各省都督府代表會代行其職權，但表決權每省以一票為限。
第四章　附則

第二十條
臨時政府成立後六個月以內，由臨時大總統召集國民議會，其召集方法由參議院議決之。

从1912年3月11日至参议院1913年4月8日在北京解散，参议院设立的法源是《中华民国临时约法》。该法对参议院有如下规定：

第一章　總綱

第四條
中華民國以參議院、臨時大總統、國務員、法院行使其統治權。
第三章　參議院

第十六條
中華民國之立法權以參議院行之。
第十七條
參議院以第十八條所定各地方選派之參議員組織之。
第十八條
參議員每行省、內蒙古、外蒙古、西藏各選派五人；靑海選派一人。其選派方法由各地方自定之。
參議院會議時每參議員有一表决權。
第十九條
參議院之職權如左：
一　議决一切法律案。
二　議決臨時政府之豫算決算。
三　議決全國之稅法幣制及度量衡之準則。
四　議決公債之募集及國庫有負擔之契約。
五　承諾第三十四條、三十五條、四十條事件。
六　答覆臨時政府諮詢事件。
七　受理人民之請願。
八　得以關於法律及其他事件之意見建議於政府。
九　得提出質問書於國務員，並要求其出席答覆。
十　得咨請臨時政府查辦官吏納賄違法事件。
十一　參議院對於臨時大總統認爲有謀叛行爲時，得以總員五分四以上之出席，出席員四分三以上之可決彈劾之。
十二　參議院對於國務員認爲失職或違法時，得以總員四分三以上之出席，出席員三分二以上之可决彈劾之。
第二十條
參議院得自行集會開會閉會。
第二十一條
參議院之會議須公開之。但有國務員之要求或出席參議員過半數之可决者，得秘密之。
第二十二條
參議院議决事件咨由臨時大總統公布施行。
第二十三條
臨時大總統對於參議院議决事件，如否認時，得於咨達後十日內聲明理由，咨院覆議。但參議院對於覆議事件，如有到會參議員三分二以上仍執前議時，仍照第二十二條辦理。
第二十四條
參議院議長由參議員用記名投票法互選之，以得票滿投票總數之半者爲當選。
第二十五條
參議院參議員於院內之言論及表决，對於院外不負責任。
第二十六條
參議院參議員除現行犯及關於內亂外患之犯罪外，會期中非得本院許可，不得逮捕。
第二十七條
參議院法由參議院自定之。
第二十八條
參議院以國會成立之日解散。其職權由國會行之。
第四章　臨時大總統副總統

第二十九條
臨時大總統、副總統由參議院選舉之。以總員四分三以上出席得票滿投票總數三分二以上者爲當選。
第三十三條
臨時大總統得制定官制官規，但須提交參議院議决。
第三十四條
臨時大總統任免文武職員，但任命國務員及外交大使公使須得參議院之同意。
第三十五條
臨時大總統經參議院之同意，得宣戰媾和及締結條約。
第三十八條
臨時大總統得提出法律案於參議院。
第四十條
臨時大總統得宣告大赦、特赦、减刑、復權。但大赦須經參議院之同意。
第四十一條
臨時大總統受參議院彈劾後，由最高法院全院審判官互選九人組織特別法庭審判之。
第五章　國務員

第四十六條
國務員及其委員得於參議院出席及發言。
第四十七條
國務員受參議院彈劾後，臨時大總統應免其職。但得交參議院覆議一次。
第七章　附則

第五十五條
本約法由參議院參議員三分二以上，或臨時大總統之提議，經參議員五分四以上之出席，出席員四分三之可决得增修之。

### 议员人数
该院的额定议员人数和实际议员人数也均有变化。从1912年1月28日到2月15日（袁世凯当选中华民国临时大总统日），该院额定议员人数不定，实际议员人数也在变化。该院设立后很快制定了《参议院议事细则》，其中规定“对一般法律、财政及重大议案，只须有半数以上之议员到会，即可开议。”表决“以多数为准，其可否同数时，议长得以己意决之。”组织大纲和议事细则均未规定额定议员具体人数，实际上由于各省不断独立，即便根据《组织大纲》的“參議員每省以三人為限”的规定，额定议员人数的上限也一直在变化。实际议员人数，1月28日参议院成立时为42人，其中30人为正式参议员，12人为参议员未到而以代表员代理者（广东、湖北、湖南、浙江、江苏、安徽、江西、山西、福建、广西等10省共到参议员30人；贵州、云南、陕西、四川、奉天、直隶、河南等7省参议员未到或未选定而以代表员代理者12人）。此后实际议员人数不断变化。
从2月15日到3月11日（《中华民国临时约法》公布实施日），该院的设立法源仍是《中华民国临时政府组织大纲》。但由于中华民国形式上已统一全国，故22个省均应派出议员。据此，根据《组织大纲》的“參議員每省以三人為限”的规定，额定议员人数的上限为66人。由于内蒙古、外蒙古、青海、西藏等非省份，故并未获得推举参议员的资格。在这个时期，实际议员人数也在不断变化。比如3月1日湖北省议员刘成禺、时功玖、张伯烈辞职时，议员人数一说为45人，一说为39人。
从3月11日起，根据《临时约法》第三、第十七、第十八条的规定，参议院的额定议员人数为126人。实际议员人数仍在变化。到了4月29日北京临时参议院开院，议员额定人数虽然不变，但此后实际议员人数仍在变更之中，直到参议院解散。

### 南京临时参议院（1912年1月28日－1912年4月8日）

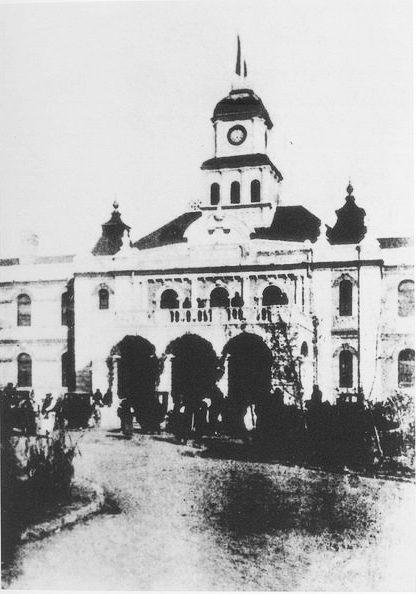
南京临时参议院院址。該樓原為江蘇諮議局大樓，於1912年1月28日改爲中華民國臨時參議院院址。

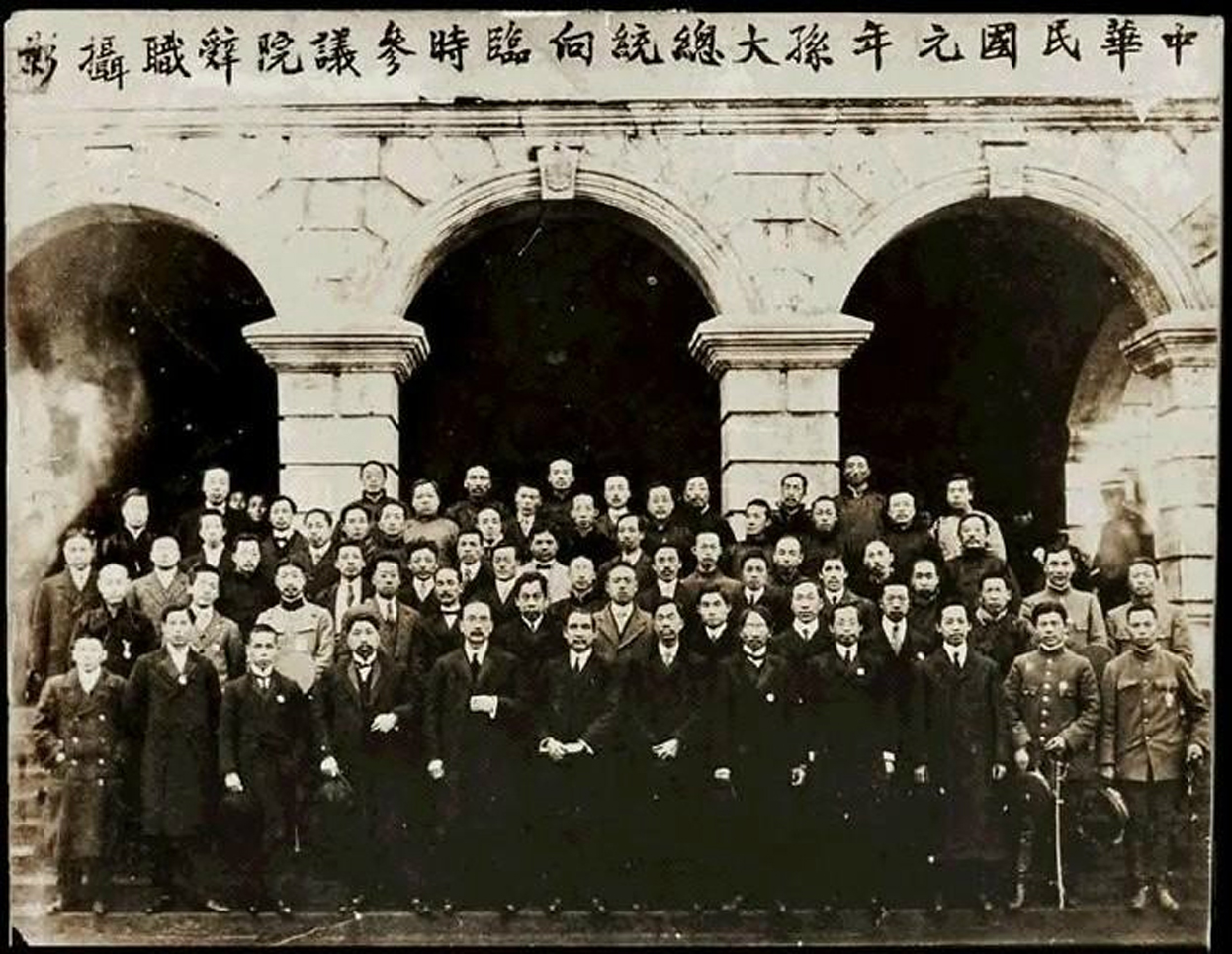
中华民国元年孙大总统向临时参议院辞职摄影，1912年4月1日

南京临时参议院设议长、副议长、法律审查会、财政审查会、外交审查会、请愿审查会。其间制定了《中华民国临时约法》、《参议院法》、《参议院议事细则》、《参议院办事细则》等法律法规。
1月29日选出议长、副议长。2月5日选出审议长。2月6日选出各审查会组成人员。参议院主要负责人及审查会组成人员：
- 议长：林森
- 副议长：陈陶遗（后辞职）→王正廷（3月15日补选）
- 审议长：李肇甫
  - 外交审查会：审查长未选出。审查员陈陶遗（后辞职）、张继、张伯烈（后辞职）、刘彦、钱树芬、刘星楠（3月15日补选）、吴景濂（3月15日补选）
  - 请愿审查会：审查长未选出。审查员李槃、刘懋赏、刘成禺（后辞职）、赵世钰、邓家彦、曾彦（3月15日补选，后辞职）、刘崛（补选，接替曾彦）
  - 法律审查会：审查长王正廷。审查员王有兰、彭允彝、谷钟秀、凌文渊（后辞职）、赵仕北、平刚、汤漪、熊成章、张耀曾（3月15日补选）
  - 财政审查会：审查长潘祖彝。审查员李肇甫、欧阳振声、杨廷栋（后辞职）、文群、殷汝骊、时功玖（后辞职）、席聘臣（3月15日补选）、黄树中（3月15日补选）

以下按照學者考證列出参议员名单：
- 直隶：
  - 谷钟秀（1月28日到院）
- 奉天：
  - 吴景濂（1月28日到院）
- 河南：
  - 李槃（1月28日到院）
  - 陈景南（3月25日到院）
  - 丁廷骞（3月25日到院）
  - 张善与（3月25日到院）
  - 李载赓（3月25日到院）
- 山东：
  - 彭占元（2月27日到院）
  - 刘星楠（3月4日到院）
  - 史泽咸（3月26日到院）[9]
  - 于洪起（3月26日到院）[9]
  - 陈命官（3月26日到院）
- 山西：（皆由山西諮議局委派）
  - 李素（1月28日到院）
  - 刘懋赏（1月28日到院）
  - 景耀月（1月31日见名，因任行政官员而一直未到院，2月初已辞职）
- 陕西：
  - 赵世钰（1月28日到院）
  - 张蔚森（1月31日见名，一直缺席）
  - 马步云（1月31日见名，此后未见记载，2月5日到院请假，2月6日至20日缺席，2月21日以后未见记载）
  - 康宝忠（2月14日取代张蔚森，一直缺席，3月1日似已除名）
- 湖南：
  - 彭允彝（1月28日到院）
  - 刘彦（1月28日到院）
  - 欧阳振声（1月28日到院）
  - 覃振（3月27日到院）
- 湖北：
  - 时功玖（1月28日到院；3月1日辞职；3月2日以不在院论）[2]
  - 张伯烈（1月28日到院；3月1日辞职；3月2日以不在院论）
  - 刘成禺（1月28日到院；3月1日辞职；3月2日以不在院论）
  - 田桐（3月25日到院）
  - 刘道仁（3月29日到院）
  - 胡秉柯（4月1日到院）
  - 欧阳启勋（4月5日到院）
- 安徽：
  - 常恒芳（1月28日到院）
  - 凌毅（1月31日见名）
  - 范光启（1月31日见名，此后未见与会、缺席、请假记录）
  - 胡绍斌（2月29日到院，递补范光启）
- 江苏：
  - 杨廷栋（1月31日见名；2月27日辞职，院议未准；3月1日除名）[10]
  - 陈陶遗（1月28日到院；2月27日辞职，院议未准；3月1日除名）
  - 凌文渊（1月28日到院；2月27日辞职，院议未准；3月1日除名）
- 江西：
  - 汤漪（1月28日到院）
  - 王有兰（1月28日到院）
  - 文群（1月28日到院）
- 浙江：
  - 王正廷（1月31日见名）
  - 殷汝骊（1月28日到院）
  - 陈毓川（1月28日到院，2月1日起请假，2月7日辞职，3月1日除名）
  - 黄群（3月25日到院，递补陈毓川）
- 福建：
  - 林森（1月28日到院）
  - 陈承泽 （1月28日到院）
  - 潘祖彝（1月28日到院，2月1日辞职）
  - 张继（2月1日到院，递补潘祖彝，2月29日辞职）
  - 郑祖荫（3月29日到院，递补张继）
- 广东：
  - 赵仕北（1月28日到院）
  - 钱树芬（1月31日见名）
  - 丘沧海（1月31日见名，未到院开会，2月初因病归籍）
  - 金章（3月13日到院，递补丘沧海）
- 广西：
  - 邓家彦（1月28日到院）
  - 曾彦（1月31日见名，3月5日始到院）[8]
  - 朱文劭（1月31日见名，此后未见与会、缺席、请假记录）
  - 刘崛（3月8日到院，递补朱文劭）
- 四川：
  - 张懋隆（1月28日到院，2月5日被接替）
  - 吴永珊（1月28日到院，2月5日被接替）
  - 周代本（1月28日到院，2月5日被接替）
  - 黄树中（2月5日到院）
  - 李肇甫（2月5日到院）
  - 熊成章（2月5日到院）
- 云南：
  - 段宇清（1月28日到院）
  - 张耀曾（2月17日到院）
  - 席聘臣（3月15日到院）
- 贵州：
  - 文崇高（1月28日到院，以贵州都督杨荩诚之代表到院，似无临时参议员委任状）
  - 平刚（1月28日到院，以贵州都督杨荩诚之代表到院，似无临时参议员委任状）

### 北京临时参议院（1912年4月29日－1913年4月8日）

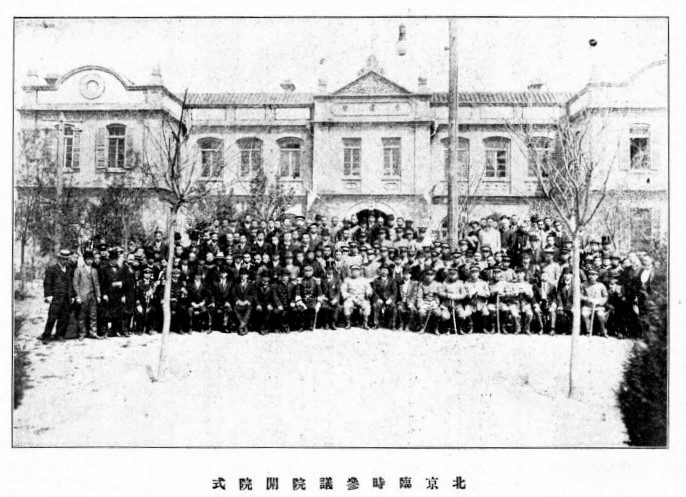
北京臨時參議院開院式（《民国之精华》）

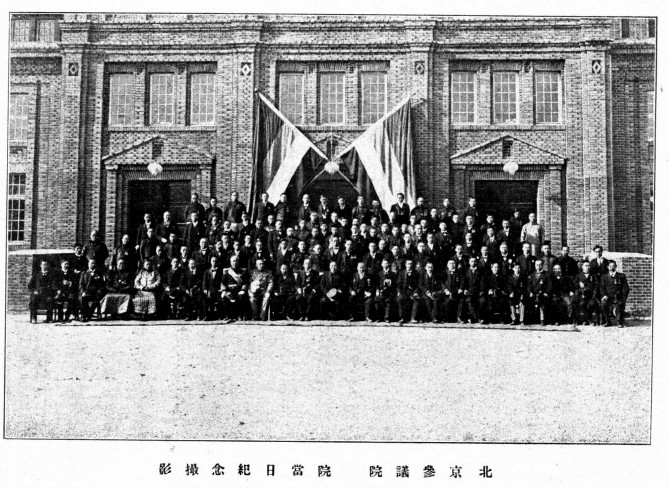
北京參議院閉院當日紀念攝影（《民国之精华》）

1912年4月南京临时参议院迁到北京，即成为北京临时参议院。北京临时参议院还对《临时约法》进行了修改，通过了《修改约法青海为西蒙古并增加议员案》，除西藏外，全国各地均有议员与会。但在第一次会议上，仅有在院议员的4/5以上出席，而不是全部议员的4/5以上。
北京临时参议院自1912年4月29日在清朝资政院旧址举行开院典礼，至1913年4月8日第一届国会开幕而闭院。北京临时参议院设置委员长、法制委员会、财政委员会、庶政委员会、请愿委员会、惩罚委员会。开院期间制定通过了《中华民国国会组织法》、《参议院议员选举法》、《众议院议员选举法》、《蒙藏事务局官制》、《中央行政官官等法》、《中央行政官官俸法》、《国务院官制》、《国旗统一案》、《服制》、《印花税法》等。
以下按照學者考證列出議員名單：
- 議長　吴景濂（奉天，4月29日到院）
- 副議長　湯化龍（湖北，4月29日到院）
- 全院委員會委員長　谷鍾秀（直隶，5月4日前到院）
- 法制委員會委員長　張耀曾（云南，5月4日前到院）
- 財政委員會委員長　殷汝驪（浙江，5月4日前到院）
- 庶政委員會委員長　鄭萬瞻（湖北，4月29日到院）
- 請願委員會委員長　曾彦（广西，5月4日前到院，1912年2月3日辭議員職）
- 懲罰委員會委員長　彭占元（山東，5月4日前到院）

参议员：
- 奉天　
  - 曾有翼（5月4日前到院）　
  - 李秉恕（5月4日前到院）
  - 孫孝宗（5月4日前到院）　
  - 劉興甲（4月29日到院）
- 吉林　
  - 王樹聲（5月4日前到院）　
  - 金鼎勛（5月4日前到院）　
  - 楊策（5月4日前到院）　
  - 何裕康（5月4日前到院）　
  - 李芳（5月4日前到院）
- 黑龍江　
  - 高家驥（5月4日前到院）　
  - 王赤卿（5月4日前到院）　
  - 戰雲霽（5月17日到院）　
  - 關文鐸（5月13日到院）　　
  - 喜山（7月12日到院，接替薛珠）
- 直隸　
  - 王振垚（5月4日前到院）　　
  - 籍忠寅（5月6日前到院）　　
  - 李榘（5月4日前到院）　　
  - 谷芝瑞（5月4日前到院）
- 山東　
  - 劉星楠（5月4日前到院）　　
  - 丁世嶧（5月4日前到院）　
  - 周樹標（5月4日前到院）　
  - 侯延爽（6月10日到院，因王丕煦被選定後20日内未到院而被取消參議員資格，由侯延爽補缺）
- 山西　
  - 李素（4月29日到院）
  - 宋汝梅（5月4日前到院）
  - 張聯魁（5月4日前到院）　
  - 劉盥訓（5月4日前到院）
  - 劉懋賞（5月4日前到院，6月初辭職）
  - 苗雨潤（7月4日到院，接替劉懋賞）
- 陝西　
  - 趙世鈺（5月4日前到院）　
  - 李述膺（5月4日前到院）　
  - 景志傅（5月4日前到院）　
  - 茹欲立（5月8日到院）　
  - 陳同熙（5月27日到院）
- 甘肅　
  - 王鑫潤（5月4日前到院）　
  - 田駿豐（5月4日前到院）　
  - 宋振聲（5月4日前到院）
  - 吳鈞（5月4日前到院）
  - 秦望瀾（5月4日前到院，1913年2月3日辭職）　
  - 魏承耀（10月16日到12月23日之間到院）
- 新疆　
  - 劉熺（6月27日到院）
  - 蔣舉清（7月9日到院）
- 河南　
  - 陳景南（4月29日到院）　
  - 阮慶瀾（5月4日前到院）　
  - 劉積學（5月4日前到院）　
  - 孫鐘（5月4日前到院）
  - 杜潛（5月4日前到院）
- 湖北　
  - 張伯烈（4月29日到院）　
  - 時功玖（4月29日到院）　
  - 劉成禺（5月10日到院）
- 湖南　
  - 歐陽振聲（4月29日到院）　
  - 覃振（5月4日前到院）　
  - 劉彦（5月6日到院）　　
  - 彭允彝（5月6日到院）　
  - 陳家鼎（8月12日到院）
- 四川　
  - 李肇甫（4月29日到院）　
  - 熊成章（4月29日到院，1913年3月24日辭職）　
  - 黃樹中（5月4日前到院，7月中旬落選退院）
  - 劉聲元（8月7日到院）
  - 鄧鎔（8月20日到院）　
  - 楊芬（9月30日到院）
- 江西　
  - 曾有瀾（4月29日到院）　
  - 李國珍（4月29日到院）　
  - 陳鴻鈞（4月29日到院）
  - 郭同（4月29日到院）
  - 盧士模（4月29日到院，12月初病歿）
- 安徽　
  - 胡璧城（5月4日前到院）
  - 江辛（5月8日到院）
  - 俞道暄（5月8日到院）　
  - 曹玉德（5月17日到院）　
  - 王慶雲（5月27日到院）
- 江蘇　
  - 汪榮寶（4月29日到院）
  - 秦瑞玠（5月4日前到院）
  - 楊廷棟（4月29日到院，1913年1月27日辭職）　
  - 張鶴第（5月6日到院）　
  - 王嘉賓（5月6日到院，10月中旬辭職）
  - 王立廷（10月16日至12月23日之間到院，接替王嘉賓）
  - 張家鎮（1913年3月3日到院）
- 浙江　
  - 周珏（5月4日前到院）　
  - 王文慶（5月4日前到院）　
  - 王家襄（5月17日到院）　
  - 陳時夏（5月17日到院）
- 福建　
  - 林森（4月29日到院，5月初辭職）
  - 鄭祖蔭（4月29日到院，5月初辭職）
  - 陳承澤（4月29日到院，5月初辭職）
  - 潘祖彜（4月29日到院，5月初辭職）
  - 李兆年（6月7日到院）
  - 周翰（6月17日到院）　
  - 連賢基（6月17日到院）　
  - 林翰（6月17日到院，1913年2月24日辭職）　　
  - 劉崇佑（6月19日到院）
- 廣東　
  - 楊永泰（5月4日前到院）　
  - 梁孝肅（5月4日前到院）
  - 盧信（5月4日前到院）　
  - 徐傅霖（5月8日到院）　
  - 司徒穎（5月8日到院）
- 廣西　
  - 鄧家彥（5月4日前到院，5月中旬辭職）
  - 劉崛（5月4日前到院，5月中旬辭職）
  - 黃宏憲（9月26日到院）
  - 蒙启勋（10月7日到院）　
  - 陳太龍（10月中旬至12月23日之間到院）
  - 李拔超（10月16日到12月23日之間到院）
- 雲南　
  - 段宇清（5月4日前到院）
  - 顧視高（5月4日前到院）　
  - 席聘臣（5月8日到院）　
  - 張華瀾（6月20日到院）
- 貴州　
  - 姚華（5月28日到院）
  - 劉顯治（6月10日到院）　
  - 陳國祥（6月10日到院）　
  - 陳廷策（6月12日到院）
- 蒙古　
  - 博迪蘇（4月29日到院）
  - 熙凌阿（4月29日到院）
  - 達賚（4月29日到院）
  - 祺誠武（5月4日前到院）
  - 鄂多台（5月4日前到院）　
  - 那彦圖（5月4日前到院，7月8日辭職）
  - 阿穆爾靈圭（4月29日到院，1913年2月3日辭職）
  - 德色賚托布（6月27日到院）　
  - 葉顯揚（8月16日到院）　
  - 張樹桐（參議院10月14日同意蒙古舉張樹桐頂補貢桑諾爾布，張樹桐隨即到院）
  - 永昌（參議院10月14日同意蒙古舉永昌頂補棍楚克蘇隆，永昌隨即到院）
- 青海　
  - 唐古色（4月29日到院）

## 第二次临时参议院（1917年11月10日－1918年8月12日）
张勋复辟失败后，段祺瑞不愿重开被黎元洪解散的民元国会；民国六年（1917年）9月29日，他命令组织参议院，目的在修改国会组织法和议员选举法，及填補新国会成立前的立法真空期，因此该临时参议院于11月10日成立。11月14日举行正副议长选举，王揖唐任正议长，那彦图任副议长。1918年8月12日，第一届国会期满，安福国会正式成立，临时参议院即于是日解散。第二次临时参议院原本是研究系梁启超的主张，但是研究系的梁善济竞选议长失败。
1917年11月14日确定的临时参议院的议员如下：
- 议长：王揖唐
- 副议长：那彦图

參议员：
- 京兆：孟锡玨
- 直隶：王振垚、耿兆栋、张佐汉、高凌霨
- 奉天：陈瀛洲、赵连琪、刘兴甲、刘恩格、翁恩裕
- 吉林：齐忠甲、逯长增、乌泽声、徐鼐霖、成多禄
- 黑龙江：蔡国忱、孟昭汉、刘振生、翟文选、赵仲仁
- 山东：于元芳、张玉庚、张栋铭、陈藻、艾庆镛
- 河南：陈善同、张凤台、林东郊、陈铭鉴、任耀墀
- 山西：田应璜、梁善济、李庆芳、张杜兰、张瑞
- 陕西：何毓璋、陈焘、谭湛、高增融、党积龄
- 江苏：汪秉忠、王立廷、孙润宇、蓝公武
- 安徽：光云锦、吴文瀚、宁继恭、陈光谱
- 江西：邱珍、宋育德、葛庄、贺国昌、饶孟任
- 福建：林蔚章、刘以芬、王大贞、陈之麟、高登鲤
- 浙江：袁荣叜、汪有龄、陆宗舆、蔡元康、王廷扬
- 湖北：查季华、阮毓崧、张则川、胡钧、周兆沅
- 湖南：朱后烈、周渤、吴凌云、李俊、唐乾一
- 甘肃：段永新、秦望澜、马维麟、李增穠、刘朝望
- 新疆：王学曾、杨增炳、李锺麟、杨应南、胡霖
- 四川：罗纶、邓镕、刘纬、黄云鹏、谢刚德
- 广西：李拔超、关冕钧、陈化时、林世焘、吴肇邦
- 贵州：姚华、唐尔镛、雷述、孙世杰、刘光旭
- 蒙古：阿穆尔灵圭、色旺端鲁布、塔旺布里甲拉、帕勒塔、札噶尔、阿拉坦瓦齐尔、棍布札布、鄂多台、祺诚武、克希克图
- 青海：勒旺里克津
- 西藏：罗桑班觉、厦仲阿旺益喜、罗卜桑车珠尔、巫怀清